# Иннокентий (Петров, Иван Стоянов)
Епископ Иннокентий (в миру Иван Стоянов Петров; род. 28 августа 1963, Ямбол) — епископ Болгарской православной церкви, епископ Крупнишский.
В начале 1990-х был одним из инициаторов раскола в Болгарской церкви, как и прочие члены этого движения, отрицал законность избрания патриарха Максима на патриарший престол в 1972 году. С 1999—2012 год — глава Альтернативного синода с титулом «митрополит Софийский».

## Биография
Окончил Софийскую духовную семинарию и Софийскую духовную академию. В 1990—1992 годах специализировался в Московской духовной академии, где получил учёную степень кандидата богословия.
В 1992 году в сане архимандрита уклонился в раскол, присоединившись к «Альтернативному Синоду Болгарской Православной Церкви».
19 мая 1994 года архимандрит Иннокентий был хиротонисан во епископа Маркианопольского митрополитом Неврокопским Пименом. Вскоре становится митрополитом Софийским, что существенно укрепило его позиции, поскольку София была одним из основных центров Альтернативного синода.
На Всеправославном Соборе 1998 года, на котором был преодолён раскол в Болгарской Православной Церкви и большая часть синода вернулась в лоно Болгарской церкви, Иннокентию было определено стать епископом Крупнишским, но потерпев неудачу в своём желании сместить патриарха Максима и провести на патриарший престол своего кандидата, пожелал остаться в подчинении «альтернативного Синода».
В апреле 1999 года на девяносто третьем году жизни скончался митрополит Пимен. Его преемником члены Альтернативного синода провозгласили Иннокентия. При этом было решено не возводить его в патриархи.
Согласно данным следствия в период со 2 января 2003 года до 6 июля 2004 года самовольно совершал действия, занимая пост руководителя Священного Синода. Он подписал 439 документов от имени главы Болгарской Церкви и Софийского митрополита. Часть этих писем была отправлена в соответствующие окружные инстанции с целью регистрации отделений альтернативного «синода». Другая часть — в США, Испанию и Великобританию. Иннокентий вел переписку со многими городскими и областными руководителями всей страны, в которой добивался включения местных церковных отделений в общий регистр.
В начале 2005 года после ряда скандалов был официально освобождён от должности наместника-председателя «Альтернативного синода». Его место занимает 94-летний епископ Пловдивский Борис (Богоев).
В апреле 2005 года Национальная следственная служба завершила рассмотрение дела Иннокентия и передала его в суд. 12 апреля прокуратура внесла обвинение в Софийский районный суд.
Но после смерти Бориса (Богоева), последовавшей 22 марта 2006 года, неканонический «синод» вновь возглавил Иннокентий.
26 ноября 2012 года обратился с покаянным письмом в Священный Синод с просьбой принять его в качестве епископа Крупнишского. Вместе с ним изъявили желание выйти из раскола не менее 15 священников из Софийской округа и ещё несколько священников из других областей, подчиняющихся «Альтернативному синоду».
11 декабря того же года на заседании Священного Синода принят в общение с Церковью. По просьбе митрополита Старозагорского Галактиона епископу Крупнишскому определено быть викарием Старазагорского митрополита.
Как утверждению некоторых священнослужителей, за два года пребывания в должности викария Старозагорской епархии епископ Иннокентий практически не появлялся в Старозагорской епархии. Он изредка принимал участие в богослужениях только по приглашению митрополита Галактиона и в итоге потерял его доверие.
12 февраля 2015 года Синод Болгарской Православной Церкви удовлетворил прошение митрополита Старозагорского Галактиона освободить епископа Крупнишского от послушания викария Старозагорского митрополита.